# Bahamaboself
De bahamaboself (Nesophlox evelynae) is een vogel uit de familie Trochilidae (kolibries).

## Verspreiding en leefgebied
Deze soort is endemisch op de Bahama's en telt twee ondersoorten:
- N. e. evelynae: Bahama's en Caicos.
- N. e. lyrura: Great Inagua.